# Константинополски договор (1832)
Вижте пояснителната страница за други значения на Константинополски договор.
Константинополският договор от 1832 г. е резултат от едноименната международна конференция открита през февруари 1832 г. с участието на великите сили Великобритания, Франция и Русия, от една страна, и Османската империя – от друга. В основата на конференцията и последвалия договор е отказът на Леополд I да заеме гръцкия престол. Претекстът за това е недоволството му от граничната линия Аспропотаму - Зейтуни, която е заменена от по-комфортната Арта - Волос, наложена от трите велики сили на Османската империя.
Отказът на Леополд да заеме гръцкия престол и юлската революция във Франция водят до формирането на ново правителство в Обединеното кралство. Лорд Палмерстън, който поема поста министър на външните работи на Великобритания се съгласява на нова гръцка сухопътна граница с Османската империя по линията Арта-Волос. Въпреки това, тайна баварска нота до трите велики сили за включването на Крит в границите на Гърция не постига желания резултат. Това в съчетание със събитията предхождащи и последвали убийството на Йоан Каподистрия води до подписването на лондонския протокол.
Междувременно и след лондонския протокол от 3 февруари 1832 г., в Цариград се открива конференция и на 7 май 1832 г. между Бавария и великите сили е уговорено регентството над Отон I Гръцки, условията по втория гръцки заем в размер на 2,4 милиона британски лири и северната граница на линията Арта-Волос. Османската империя е компенсирана със сумата 40 милиона пиастра за загубата на територията от линията Аспропотаму – Зейтуни до новата граница по линията Арта – Волос. Тази нова граница е потвърдена с протокола от Лондон от 30 август 1832 г.
Константинополският договор оставя Самос и Крит извън границите на Гърция. В средата на декември 1832 г. Османската империя приема новото статукво. 